# Vasakvartetten
Vasakvartetten är en löpstafett som ingår i Vasaloppets sommarvecka sedan 2017. Som namnet antyder så är det fyra personer som springer, med start i Sälen och mål i Mora. Den totala sträckan är 90 kilometer och de fyra delsträckorna är vardera tänkt att motsvara ungefär en halvmara. Loppet har tre klasser: en herrklass (tävling), en damklass (tävling) och en motionsklass. Vasakvartetten avgörs samma dag som Ultravasan och Vasastafetten.

## Sträckor
- Sträcka 1: Start i Sälen - Mångsbodarna (23,5 km)

- Sträcka 2: Mångsbodarna - Evertsberg (23,2 km)

- Sträcka 3: Evertsberg - Hökberg (24,2 km)

- Sträcka 4: Hökberg - Mål i Mora (19,1 km)

Distansen är totalt 90 km.